# Coura (Paredes de Coura)
Coura é uma povoação portuguesa sede da Freguesia de Coura do Município de Paredes de Coura, freguesia com 5,60 km² de área e 330 habitantes (censo de 2021), tendo, por isso, uma densidade populacional de 58,9 hab./km².

## Demografia
A população registada nos censos foi:
| Ano  | 0-14 Anos | 15-24 Anos | 25-64 Anos | > 65 Anos |
| 2001 | 42        | 51         | 209        | 118       |
| 2011 | 37        | 21         | 173        | 143       |
| 2021 | 33        | 25         | 135        | 137       |

## Património
- Castro de São Martinho ou Povoado fortificado da Portela da Bustarenga